# Sint-Barbarabeeld (Heilust)

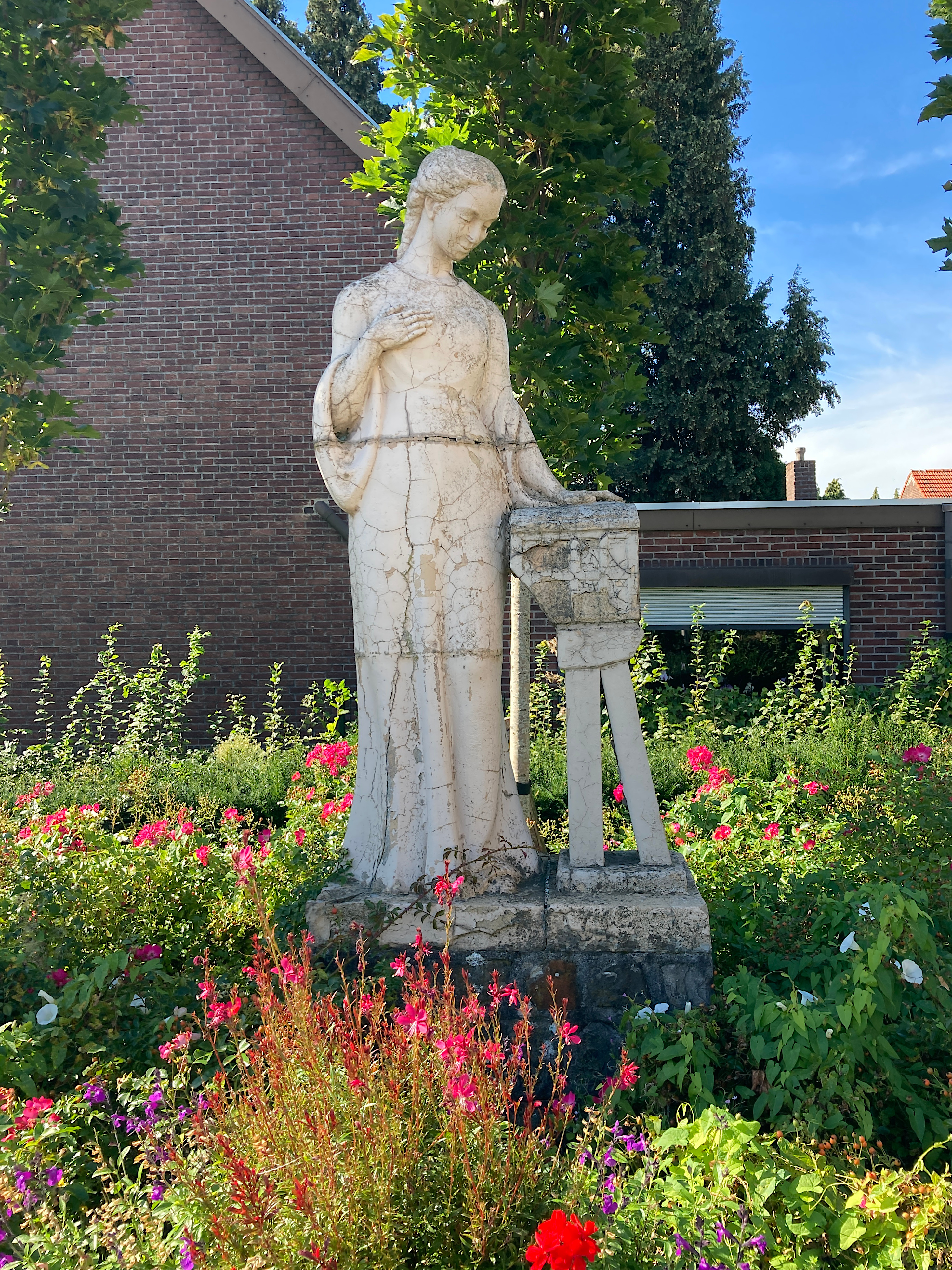

 Het Sint-Barbarabeeld is een standbeeld in de wijk Heilust in de Nederlandse gemeente Kerkrade. Het beeld staat aan een parkeerplaats bij Kampstraat 50 voor de Onze-Lieve-Vrouw van Altijddurende Bijstandkerk.
Het beeld is opgedragen aan de heilige Barbara van Nicomedië, de beschermheilige van mijnwerkers.

## Geschiedenis
Met de ontginning van de steenkolenlagen van het Zuid-Limburgs steenkoolbekken werden er van heide en ver mensen aangetrokken om te werken in de steenkolenmijnen die onder andere in Heilust kwamen te wonen.
Onduidelijk is wanneer dit beeld gemaakt en geplaatst is.

## Standbeeld
Het standbeeld staat op een sokkel van gemetselde brokken natuursteen. Het beeld toont de heilige Barbara zonder de gebruikelijke toren, maar wel met naast haar een schachtgebouw van een kolenmijn.